# واسیلی سوکولوفسکی
واسیلی سوکولوفسکی (روسی: Васи́лий Дани́лович Соколо́вский؛ ۲۱ ژوئیهٔ ۱۸۹۷ – ۱۰ مهٔ ۱۹۶۸) تئوریسین جنگ، فرمانده نظامی و مارشال اتحاد جماهیر شوروی بود. او بین سال‌های ۱۹۴۶ تا ۱۹۴۹ فرماندهی نظامی منطقه تحت اشغال شوروی در آلمان را برعهده داشت. وی همچنین بین سال‌های ۱۹۵۲ تا ۱۹۶۰ به‌عنوان رئیس ستاد کل ارتش سرخ فعالیت داشت.
او در یک خانواده دهقانی در نزدیکی گرودنو در امپراتوری روسیه(واقع در بلاروس امروزی) به دنیا آمد. وی در سال ۱۹۱۸ به ارتش سرخ پیوست و در جنگ داخلی روسیه در جبهه آسیای میانه برای نیروهای بلشویک جنگید.
سوکولوفسکی در سال‌های بعد به ترقی خود در ارتش سرخ ادامه داد تا در آستانه شروع تهاجم آلمان به شوروی به مقام معاون رئیس کل ستاد ارتش سرخ رسید. او بین سال‌های ۱۹۴۳ تا ۱۹۴۴ فرماندهی جبهه غربی را برعهده داشت و در این مقام در نبرد کورسک و عملیات کوتوزوف مشارکت کرد.
در آوریل ۱۹۴۴ وی به ریاست ستاد جبهه اول اوکراین منصوب شد و تا پایان جنگ جهانی دوم در این سمت فعالیت کرد. در سمت رئیس ستاد جبهه اول اوکراین او به مارشال ژوکوف برای تسخیر برلین کمک کرد.
پس از پایان جنگ تا ژوئیه ۱۹۴۶ سوکولوفسکی به‌عنوان معاون فرمانده کل نیروهای شوروی مستقر در آلمان خدمت کرد و بعد از آن تا سال ۱۹۴۹ فرمانده کل نیروهای شوروی در آلمان بود. در این سمت وی فرماندهی نظامی منطقه تحت اشغال شوروی در آلمان را برعهده داشت. او در سال ۱۹۴۹ به‌عنوان معاون وزیر دفاع شوروی منصوب شد و درنهایت در سال ۱۹۵۲ به ریاست ستاد کل ارتش سرخ رسید.
او در سال ۱۹۶۰ بازنشسته شد و در سال ۱۹۶۸ در سن ۷۰ سالگی درگذشت.
وی همچنین برندهٔ جوایزی همچون لژیون دونور (افسر بزرگ)، نشان لنین، درجه پرچم سرخ، قهرمان اتحاد شوروی، نشان انقلاب اکتبر، مدال دفاع از مسکو، مدال آزادسازی ورشو، و مدال تسخیر برلین شده‌است.